# 無階級社會
無階級社會是指一個社會地位或階級不根據出身而定的社會，而個人的經驗和成就才是財富、收入、教育、文化或關係網絡等的決定因素。
但是，這些因社會的形成而出現的社會地位是難以避免的。因此，無階級社會的支持者，例如無政府主義者和共產主義者便提議了不同的方法或指標以作為這個哲學或理念的目標和方向。

## 無階級性
“無階級”一詞可以用來形容不同的社會現象。
通常階級的廢除，則取消現有社會裡的階級或重新建立一個無階級的社會，都是源於民眾自願的決定。這包括現代的人民公社如烏托邦和基布兹的集體社區等，和民族國家級別的革命或政治運動，如巴黎公社運動和1917年俄國革命等，但歷史上無論怎樣的革命和政治運動終究是將舊社會原有階級推翻，並再次建立新的階級，這一現象是短暫又無法長期持續的。社會階級的廢除和無階級社會的建立是共產主義，自由意志社會主義和大部分型式的無政府主義的基本目標。
無階級性所指的還有是能夠從社會人類學角度思維的心理狀態和思想。社會人類學的重點包括對關於社會階級的假設的了解，從而在評價社會是摒棄這些假設。這樣的提倡和民族優越感的消除和馬克斯·韋伯的中庸價值論是異曲同工的。不然，社會人類學學家對社會的研究便會帶有本人的階級價值和思想。
無階級性也指由廣泛和顯著的社會正義。在這樣的社會裡，經濟上優越的上流人士並沒有特殊的政治特權而貧窮則幾乎不存在。一些北歐國家似乎已達到這樣的水平。

## 無階級性的爭議
無階級性難以達成的難度拋開假定的理想政治形態不提，問題在於原有的舊社會文化觀念難以保有符合無階級社會的價值觀念，人的社會地位和階級依舊來自於財富，文化，身心這一從他人眼中的差異識別。歷史上曾有通過清洗舊文化觀念來使意識形態和價值觀更符合理想的無階級主義社會，但最終演變為一場政治清洗和迫害，詳見文化大革命。